# Камишинка (Сузунський район)
Камишинка (рос. Камышинка) — присілок у Сузунському районі Новосибірської області Російської Федерації.
Входить до складу муніципального утворення Верх-Сузунська сільрада. Населення становить 153 особи (2010).

## Історія
Згідно із законом від 2 червня 2004 року органом місцевого самоврядування є Верх-Сузунська сільрада.

## Населення
| 2002 | 2007 | 2010 |
| ---- | ---- | ---- |
| 190  | ↗205 | ↘153 |